# مديرية حجر الصيعر

تعديل مصدري - تعديل

مديرية حجر الصيعر إحدى مديريات محافظة حضرموت في شرق اليمن. بلغ عدد سكانها 2474 نسمة عام 2004.

موقع مديرية حجر الصيعر في محافظة حضرموت